# П'єр де Кубертен
П'єр де Фре́ді де Куберте́н (Pierre de Coubertin, при народженні фр. Pierre de Frédy, baron de Coubertin; 1 січня 1863, Париж — 2 вересня 1937, Женева) — французький громадський діяч, ініціатор відродження букви і духу давньогрецьких Олімпійських змагань, барон.
Організовані за ініціативою Кубертена змагання отримали назву Олімпійських ігор сучасності.
П'єр де Кубертен був президентом Міжнародного олімпійського комітету (МОК) з 1896 по 1925 рік і залишався почесним президентом до смерті.
Написав безліч книг, близько 1150 статей. Автор першої редакції найважливішого документа — Олімпійської хартії. Підготував перший список членів МОК.
На честь П'єра де Кубертена міжнародний олімпійський комітет запровадив медаль П'єра де Кубертена, яка вручається за прояви справжнього спортивного духу.

## Життєпис
П'єр де Кубертен народився в Парижі в аристократичній сім'ї, в родині французького живописця з давнього та знатного італійського роду Фреді.
Дитинство провів у стародавньому замку Мервіль біля Гавра, маєтку матері. Любив читати, слухати музику. Полюбляв їздити верхи, займатися фехтуванням, греблею.
З 12 років захопився фізичним вихованням, прочитавши книгу Томаса Г'юза «Шкільні роки Тома Брауна».
Навчався у низці коледжів та університетів Великої Британії та Америки, зокрема у 1880 році вступив на філософський факультет Паризького університету Сорбонна. Захопився педагогікою, психологією та історією, культурою та літературою Давньої Еллади.
Здобув ступінь бакалавра з мистецтва, науки та права. Продовжив навчання у Вільній школі політичних наук в Парижі, де ознайомився з французькою філософією та історією англійської освіти. У цей період значний вплив на нього мав професор гуманітарних наук і риторики Карой, що викладав грецьку мову, історію Стародавньої Греції і Римської імперії.
Велике значення Кубертен надавав заняттям спортом. Зокрема, боксом, фехтуванням, веслуванням, верховою їздою. Захоплювався регбі та виконував обов'язки рефері на фінальному матчі першого французького чемпіонату з цього виду спорту.
У 1882 році створив разом з товаришами спортивний клуб, де займаються футболом, фехтуванням і веслуванням.
План відродження Олімпії, у тому вигляді, що і багато років тому, виник ще у коледжі. Багато подорожував, був в Італії, Німеччині, Австрії, Швейцарії, кілька разів відвідав Англію. Вивчав системи фізичного виховання багатьох країн та дійшов до думки використати ідею відродження Олімпійських ігор для створення системи всесвітніх спортивних змагань.
На формування особистості Кубертена мала величезний вплив філософія одного з пропагандистів англійської школи фізичного виховання Томаса Арнольда.
Впродовж 1886—1887 років опублікував ряд статей, які стосувалися проблем фізичного виховання.
У 1887 ініціював створення Союзу французьких товариств бігу.

### Олімпійські змагання

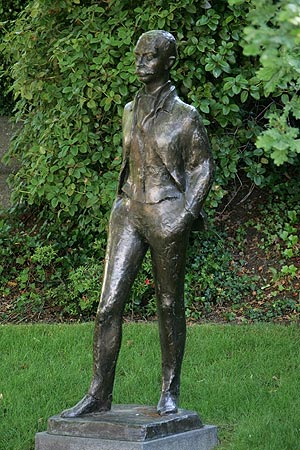
Пам'ятник присвячений П'єру де Кубертену в Лозанні, Швейцарія

Кубертен багато роздумував над ідеєю проведення міжнародних змагань в цілях популяризації спорту.
30 серпня 1887 року почалася компанія за відродження Олімпійських ігор, за словами самого Кубертена, після оприлюднення статті, у якій він звернув увагу французів на необхідність більш різносторонньої фізичної підготовки дітей у школах та створенню Ліги фізичного виховання.
У 1888 він видає книгу «Виховання у Англії», а у 1889 році «Англійське виховання у Франції».
Відмітивши збільшений інтерес суспільства до Античних Олімпійських змагань, викликаний гучними археологічними відкриттями в Олімпії, Кубертен розробив проєкт відродження Олімпійських ігор.
1 липня 1888 року він виклав головні ідеї відродження Олімпійських ігор на засіданні Комітету з впровадження фізичних вправ, який створили у Міністерстві освіти Франції.
У 1889—1890 роках, щоб надати олімпійському рухові міжнародного характеру та враховуючи невдалий досвід греків у відродженні Олімпійських ігор, вирішив залучати до організації відродження видатних спортивних діячів ряду країн. Листується зі спеціалістами різних країн, організував міжнародні змагання з різних видів спорту, здійснює ділові поїздки до Англії, США та інших провідних країн світу.
У 1890 році організовує у Парижі міжнародний науковий конгрес з фізичного тренування. Разом з однодумцями створює спілку спортивних товариств Франції та стає її першим генеральним секретарем.
Подорожуючи США, де у Чикаго, Каліфорнії, Техасі та Луїзіані, у Вашингтоні та Нью-Йорку він відвідував університети і спортивні клуби, виступав з лекціями з історії спорту, популяризувавши власні ідеї відродження олімпізму, Кубертен знаходить однодумців та активних прихильників відродження Олімпійських ігор у особі доктора Вільяма Пені Брукса (заснував у 1890 році олімпійське товариство та у 1895 році національну Олімпійську асоціацію); професора політичних наук у Принстоні Вільяма Слоєна (користувався великим авторитетом в університетських колах, які керували розвитком спорту в Америці); а також переможця багатьох великих змагань у 70-х роках XIX століття з бігу та греблі Чарльза Герберта (провідний організатор спорту, прибічник олімпійської ідеї та засновник міжнародних федерацій). Тісно зійшовся з домініканським священиком Анрі Дідоном, який очолював ліцей у Парижі, в якому вони разом проводили апробацію різноманітним спортивним програмам.
У період з 1891 по 1894 роки на базі утвореного міжнародного союзу Кубертен розширив спортивний обмін та розповсюдив ідею відродження Олімпійських ігор. Утворює комітет з підготовки скликання установчого конгресу.
25 листопада 1892 року виступив в Сорбонні, всесвітньо відомому Паризькому університеті, з доповіддю «Відродження олімпізму». Це була перша публічна пропозиція про відродження Олімпійських ігор.
16 червня 1894 року в Парижі у великому залі Сорбонни відкрилося перше засідання конгресу, на який з різних країн зібралися близько двох тисяч осіб і 23 червня 1894 року старання Кубертена увінчалися успіхом — було ухвалено історичне рішення про відродження Олімпійських змагань. Також був заснований Міжнародний олімпійський комітет, в якому Кубертен зайняв посаду генерального секретаря. Було вирішено проводити Змагання кожні чотири роки. Після обговорення конгрес підтримав пропозицію друга Кубертена Деметріуса Вікеласа про проведення Перших Олімпійських ігор сучасності в Афінах. Деметріус Вікелас був обраний президентом Олімпійського комітету. Біля витоків олімпійського руху стояв й видатний український діяч Олексій Бутовський, який був одним із засновників МОК та організаторів І Олімпіади в Афінах.
Змагання відбулись влітку 1896 року і мали великий успіх. Після їх завершення Кубертен зайняв місце президента МОК.
В подальшому Олімпійському руху довелося зіткнутися з серйозними труднощами, оскільки наступні Змагання — 1900 року в Парижі та 1904 року в Сент-Луїсі залишились непоміченими на тлі Всесвітньої виставки тих років. Але в 1906 році, коли відбулися так звані Проміжні змагання в Афінах, Олімпійські змагання стали найвідомішою спортивною подією.
Погляди Кубертена на олімпійський спорт, його ідеали і функції в повному обсязі виявилися в написаній ним «Оді спорту». У травні 1906 року, захопившись ідеєю створення офіційного і стабільного взаємозв'язку між мистецтвом і спортом під час Олімпійських ігор, він скликав «Консультативну конференцію мистецтва, літератури і спорту», яка проходила в будівлі театру Комеді Франсез.
У 1908 році помер батько П'єра та залишив йому у спадок 500 тис. франків золотом, які він використав переважно на потреби Олімпійських ігор та міжнародного олімпійського руху.
До Змагань 1912 року в Стокгольмі П'єр де Кубертен створив нову спортивну дисципліну — сучасне п'ятиборство.
У 1912 році вперше до програми Олімпійських ігор увійшов творчий конкурс — Мистецькі змагання. Твір Кубертена «Ода спорту» (фр. «Ode to Sport») отримав золото у категорії «Література».
17 липня 1914 року в залі Сорбонни у присутності президента Французької Республіки Раймона Пуанкаре на урочистій церемонії, присвяченій 20-ій річниці відродження Олімпійських ігор, відбулася презентація олімпійського прапора, створеного П'єром де Кубертеном.
В 1916 році, під час Першої Світової війни, Кубертен вирушив на фронт, де приєднався до Французької армії. Він не міг та і не вважав за можливе залишатися на посту президента МОК. Кубертен наполіг на передачі повноважень одному з членів комітету Годфруа де Блоне, як представникові нейтральної Швейцарії. Після закінчення війни в 1919 році Кубертен знову очолив Міжнародний олімпійський комітет.
Після Олімпійських змагань 1924 року в Парижі, які мали значно більший успіх ніж Змагання 1900 року, у 1925 році Кубертен залишив пост президента МОК. Новим президентом став бельгієць Анрі де Байе-Латур.
З 1925 року П'єр де Кубертен залишався Почесним Президентом МОК до кінця життя.
Кубертен також доклав немало зусиль для створення Універсального педагогічного союзу, організованого в 1925 році та Міжнародного бюро спортивної психології. Одним з результатів їх діяльності стала створена в 1930 році «Хартія спортивних реформ».
У березні 1937 року, після літніх XI Олімпійських ігор у Берліні, П'єр де Кубертен надіслав лист уряду Німеччини, пропонуючи створити Центр олімпійських досліджень, якому могли б бути передані всі документи і незавершені проекти відносно відродження олімпізму. Ідею П'єра де Кубертена втілили в життя Карл Дієм і Хуан Кетсеас 16 червня 1961 року, заснувавши Міжнародну олімпійську академію, яка була створена для координації і керівництва науковими дослідженнями в області олімпійської ідеології.
Він помер 2 вересня 1937 року в Женеві, під час прогулянки в женевському парку Ля Гранж та був похований в Лозанні — місті, де знаходиться штаб-квартира МОК. За заповітом П'єра де Кубертена, його серце було поховане окремо, в монументі біля руїн древньої Олімпії, на батьківщині Ігор.

## Праці
- «Ода спорту» (фр. « Ode au sport »);
- «Олімпійські ігри 776 р. до н. е. — 1896 р.»;
- Pierre de Coubertin. Memories 0lympiyues / Pierre de Coubertin. – Lauzanne, 1931.;

## Вшанування
- У Парижі іменем П'єра де Кубертена назвали стадіон.

- У 1964 році заснували Медаль П'єра де Кубертена (англ. Pierre de Coubertin medal) також відома як Медаль істинного духу спорту (англ. True Spirit of Sportsmanship medal) — особлива відзнака Міжнародного олімпійського комітету, одна з найпочесніших нагород, якої може бути удостоєний учасник Олімпійських ігор.

- У 1967 році Міжнародний Олімпійський комітет ухвалив рішення вважати 23 червня Міжнародним Олімпійським днем, бо саме в цей день створили Міжнародний олімпійський комітет, після того як барон П'єр де Кубертен представив свою доповідь про відродження олімпійського руху.

- Міжнародний приз за чесну гру П'єра де Кубертена, який щорічно вручає Міжнародний комітет Fair Play.

### Філателія та нумізматика

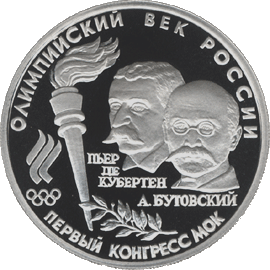
Пам'ятна монета ЦБ Російської федерації, 20.01.1993
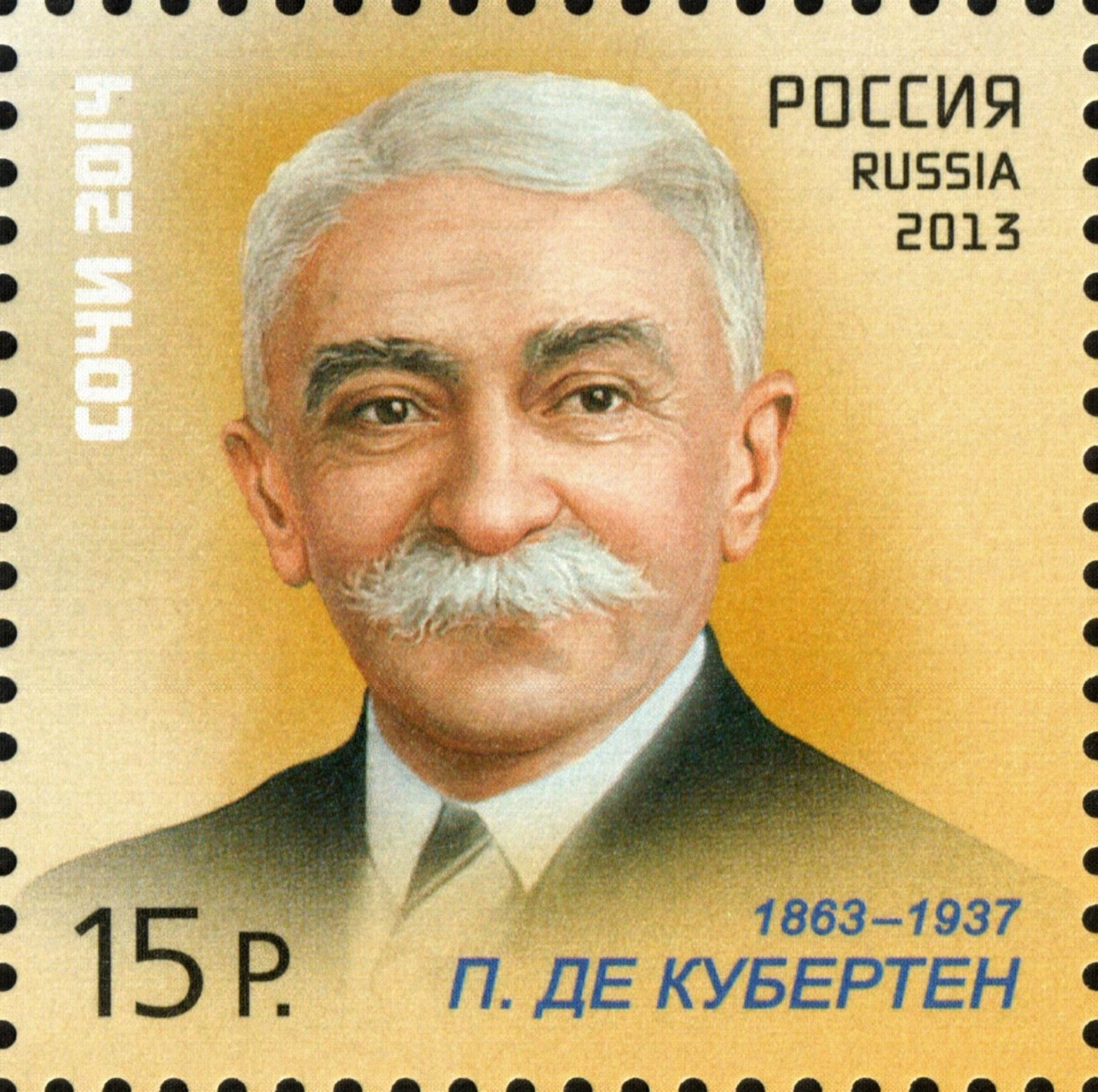
Поштова марка Російської федерації, 1993 рік
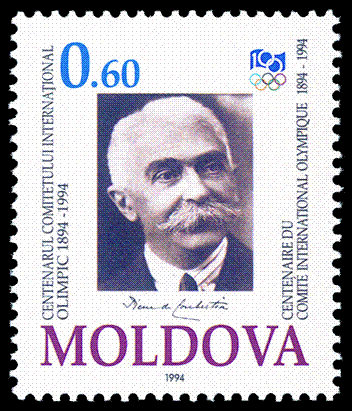
Поштова марка Молдови, 1994 рік
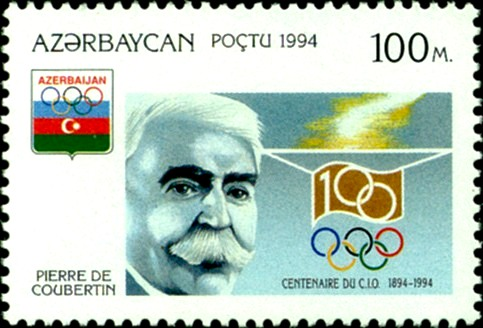
Поштова марка Азербайджану, 1994 рік

## Цитати
Діячеві вже багато десятиліть помилково приписують фразу «На Олімпіаді головне не перемога, а участь». Насправді ці слова сказав 19 липня 1908 року пенсильванський єпископ із амвона собору Св. Павла у Лондоні під час проведення Олімпіади-1908.